# James Vincent McMorrow
James Vincent McMorrow (* 17. srpna 1981) je irský zpěvák a skladatel. Nejznámější jeho alba jsou Early in the Morning a Post Tropical.

## Kariéra
McMorrowovo debutové album Early in the Morning bylo s velkým ohlasem vydáno v Irsku v únoru 2010 a ve Spojených státech a Evropě v roce 2011. Ve Velké Británii debutoval 27. května 2011 v televizním pořadu Later… s Joolsem Hollandem televize BBC Two.
Je spoluautorem písně „Shells of Silver“, kterou v roce 2011 složil společně se severoirskou elektronickou skupinou The Japanese Popstars. Ve skladbě zazní jeho vokály. Píseň byla použita v 7. epizodě 5. řady seriálu Super drbna.
V roce 2014 vydal své druhé album Post Tropical, které obsahovalo píseň „Glacier“. Píseň byla použita v reklamní kampani Španělské vánoční loterie v roce 2014. Album bylo nahráno v roce 2013 v malém pouštním městečku Tornillo, 89 km jižně od El Pasa v Texasu. Studio se nachází na pekanové farmě a McMorrow označil místo jako „nejnepředstavitelnější místo pro práci,“ které však pomohlo albu vtisknout specifický zvuk a inspirovalo jej při tvorbě. Jak sám řekl: „Myslím, že je to tak nějak zakořeněno do zvuku nahrávky. V určitých pasážích slyším ten horký vzduch. V klavíru se ozývají ptáci.“
V roce 2015 složil filmovou hudbu ke krátkému filmu „Martha“ režiséra Sama Benenatiho. Film byl součástí série Campaign4Change „Mix-Up Tradition“, kterou zahájil Ray Ban s myšlenkou sponzorovat začínající režiséry a skladatele, kteří spolupracují jako tvůrčí tým.
V roce 2016 byla jeho coververze písně Chrisa Isaaka „Wicked Game“ použita v prvním oficiálním celovečerním traileru šesté sezóny seriálu HBO Hra o trůny. V dubnu 2016 se podílel na singlu „I'm in Love“ z debutového alba Cloud Nine norského hudebníka Kyga.
V červenci 2016 vydal McMorrow své třetí studiové album a s ním singl „Rising Water“. Album We Move zveřejněné 2. září 2016 produkoval McMorrow společně s Nineteen85, Frank Dukes a Two Inch Punch. Znamenalo posun v jeho stylu více směrem k R&B zvuku. 26. května 2017 vydal své čtvrté studiové album True Care.

## Ocenění a nominace
V lednu 2012, McMorrow obdržel cenu European Border Breakers Award jako uznání za úspěch alba Early In The Morning mimo Irsko.

## Diskografie

### Studiová alba
| Early in the Morning                                                     | - Vydáno: 26. února 2010 - Vydavatel: Believe Digital, Vagrant, Dew Process, Dine Alone - Formáty: Digitální stahování, CD | 22 | —  | 143 | —  | 87  | 68 | 27 | 68 | —  | 47 |               |
| Post Tropical                                                            | - Vydáno: 10. ledna 2014 - Vydavatel: Believe - Formáty: Digitální stahování, CD                                           | 2  | 25 | 77  | —  | 122 | 21 | —  | 28 | 76 | 15 | - USA: 18 000 |
| We Move                                                                  | - Vydáno: 2. září 2016 - Vydavatel: Faction Records - Formáty: Digitální stahování, CD                                     | 1  | 28 | 52  | 77 | 134 | 39 | —  | 47 | —  | 20 |               |
| True Care                                                                | - Vydáno: 26. května 2017 - Vydavatel: Faction Records - Formáty: Digitální stahování, CD                                  | 22 | —  | —   | —  | —   | —  | —  | —  | —  | —  |               |
| „—“ označuje nahrávku, která se neumístila v tabulce nebo nebyla vydána. | |    |    |     |    |     |    |    |    |    |    |               |

### Singly
| Název                                                                    | Rok  | Umístění v žebříčku | Umístění v žebříčku | Umístění v žebříčku | Umístění v žebříčku | Umístění v žebříčku | Album         |
| Název                                                                    | Rok  | IRE                 | AUS                 | FRA                 | UK                  | USRockDigital       | Album         |
| "Higher Love"                                                            | 2011 | 4                   | 35                  | -                   | 21                  | -                   | We Don't Eat  |
| "Wicked Game"                                                            | 2012 | -                   | -                   | 111                 | -                   | 39                  | We Don't Eat  |
| "Cavalier"                                                               | 2014 | 66                  | -                   | 81                  | -                   | -                   | Post Tropical |
| "How to Waste a Moment"                                                  | 2015 | -                   | -                   | -                   | -                   | -                   |               |
| "Rising Water"                                                           | 2016 | -                   | -                   | -                   | -                   | -                   | We Move       |
| "Evil"                                                                   | 2016 | -                   | -                   | -                   | -                   | -                   | We Move       |
| "Get Low"                                                                | 2017 | -                   | -                   | -                   | -                   | -                   | We Move       |
| "One Thousand Times"                                                     | 2017 | -                   | -                   | -                   | -                   | -                   | We Move       |
| "Me and My Friends"                                                      | 2018 | -                   | -                   | -                   | -                   | -                   |               |
| "Headlights"                                                             | 2020 | -                   | -                   | -                   | -                   | -                   |               |
| "I Should Go"                                                            | 2020 | -                   | -                   | -                   | -                   | -                   |               |
| "Gone"                                                                   | 2020 | -                   | -                   | -                   | -                   | -                   |               |
| „—“ označuje nahrávku, která se neumístila v tabulce nebo nebyla vydána. |      |                     |                     |                     |                     |                     |               |